# Takuya Takei
Takuya Takei (武井 択也?, Takei Takuya; Tochigi, 25 gennaio 1986) è un ex calciatore giapponese, di ruolo centrocampista.

## Palmarès

### Competizioni nazionali
- Coppa del Giappone: 2

Gamba Osaka: 2008, 2009

### Competizioni internazionali
- AFC Champions League: 1

Gamba Osaka: 2008